# Liste der Arbeitslager in Guangdong
Umerziehung durch Arbeit ist ein System von Arbeitslagern der Volksrepublik China. Diese Liste führt solche Arbeitslager in der Provinz Guangdong auf.
| Name                                                                | Unternehmensbezeichnung                           | Stadt/Kreis/Distrikt       | Dorf/Stadt                            | Gründungsjahr | Bemerkungen |
| ------------------------------------------------------------------- | ------------------------------------------------- | -------------------------- | ------------------------------------- | ------------- | --- |
| Umerziehung durch Arbeit Bao'an                                     | Farm Bao'an                                       | Zhongshan                  | Kreis Bao’an                          |               | inklusive unbestätigte Information                                                                                           |
| Umerziehung durch Arbeit Baoyue                                     | XX Chemiewerke                                    | Sanshui                    | Xi'nan                                |               | inklusive unbestätigte Information                                                                                           |
| Umerziehung durch Arbeit Cencun                                     | Dongshang Minenwerke Stadt Guangzhou              | Distrikt Tianhe, Guangzhou | Cencun, Wushan                        | 1984          | Hauptaktivität ist Kalksteinabbau                                                                                            |
| Umerziehung durch Arbeit Chatou                                     | Kunsthandwerkfabrik Guangzhou Yuqing              | Distrikt Baiyun, Guangzhou | Insel Chatou, Stadt Shijing           | 1986          | Fläche 66,67 ha |
| Umerziehung durch Arbeit der Frauen Chatou                          |                                                   | Distrikt Baiyun, Guangzhou | Chatou                                |               | |
| Umerziehung durch Arbeit Dongkeng                                   | Steinbruch Dongkeng Stadt Guangzhou               | Guangzhou                  | Dongkeng, Tonghe                      | 1982          | stellt 150 000 hitzeisolierte Backsteine pro Jahr her                                                                        |
| Umerziehung durch Arbeit der Frauen Ershadao                        |                                                   | Guangzhou                  | Xi'nan                                |               | inklusive unbestätigte Information                                                                                           |
| Umerziehung durch Arbeit Foshan                                     |                                                   | Foshan                     | Shiwan                                |               | Hatte 2001 über 2000 Insassen                                                                                                |
| Umerziehung durch Arbeit Nr. 1 Guangzhou                            | Steinbruch Chini                                  | Distrikt Huadu             | Dorf Hexi, Stadt Chini                |               | Auch Umerziehung durch Arbeit Huadu Chini genannt                                                                            |
| Umerziehung durch Arbeit Nr. 2 Guangzhou                            | Steinbruch                                        | Distrikt Huadu             | Dorf Buxi, Stadt Tanbu                | 1974          | Im Juni 2002 zur aktuellen Stelle umgezogen                                                                                  |
| Umerziehung durch Arbeit Nr. 3 Guangzhou                            | Zementfabrik Guangzhou Chini                      | Distrikt Huadu             | Gangmeitou, Dorf Hengsha, Stadt Chini |               | stellt Portland-Zement her                                                                                                   |
| Umerziehung durch Arbeit Hengshanguo                                |                                                   | Distrikt Sanshui, Foshan   |                                       |               | Auch als Umerziehung durch Arbeit Nanfeng bekannt                                                                            |
| Umerziehung durch Arbeit Huangzhulang                               |                                                   |                            | Kreis Conghua                         |               | Männliche Insassen, inklusive unbestätigte Information                                                                       |
| Umerziehung durch Arbeit Gemeinde Huizhou                           |                                                   | Huizhou                    | Distrikt Huicheng, Stadt Sandong      |               | |
| Umerziehung durch Arbeit Jianfeng                                   |                                                   |                            | Kreis Zhuhai                          |               | Bergregion Fenghuang, inklusive unbestätigte Information                                                                     |
| Umerziehung durch Arbeit Jiangmen                                   |                                                   | Jiangmen                   |                                       | 1982          | Im Februar 1986 ein Arbeitslager geworden                                                                                    |
| Umerziehung durch Arbeit Maoming                                    |                                                   | Maoming                    |                                       |               | inklusive unbestätigte Information                                                                                           |
| Umerziehung durch Arbeit Meizhou                                    |                                                   | Meizhou                    | Distrikt Meijiang                     | 1983          | seit 1985 am östlichen Rand des Distriktes                                                                                   |
| Jugend-Umerziehung durch Arbeit Gemeinde Guangzhou                  |                                                   | Guangzhou                  | Distrikt Baiyun                       |               | |
| Umerziehung durch Arbeit für Drogenbenutzer Gemeinde Guangzhou      |                                                   |                            | Distrikt Baiyun                       |               | |
| Jugend-Umerziehung durch Arbeit Provinz Guangdong                   |                                                   |                            |                                       |               | |
| Umerziehung durch Arbeit für Drogenbenutzer Nr. 2 Provinz Guangdong |                                                   | Unbekannt                  |                                       |               | |
| Umerziehung durch Arbeit für Drogentäter Provinz Guangdong          |                                                   |                            |                                       |               | Wurde offiziell ein Umerziehung durch Arbeit speziell für Drogentäter im Juli 1995                                           |
| Umerziehung durch Arbeit Sanshui                                    | Farm Hengshengwo; Farm Sanshui                    | Sanshui                    | östlich von Huangtang                 | 1955          | Umerziehung durch Arbeit für Frauen                                                                                          |
| Umerziehung durch Arbeit Shantou                                    |                                                   | Shantou                    |                                       | 2003          | Befindet sich in Yutapu |
| Umerziehung durch Arbeit Gemeinde Shanwei                           |                                                   | Shanwei, Lufeng            | Stadt Beiyang                         | 2003          | Der Bau begann 1999, aber nahm bis 2003 keine Insassen auf.                                                                  |
| Umerziehung durch Arbeit Shawan                                     |                                                   |                            | Kreis Panyu                           |               | inklusive unbestätigte Information                                                                                           |
| Umerziehung durch Arbeit Nr. 1 Shenzhen                             |                                                   | Shenzhen                   | Luohu                                 | 1981          | befindet sich in Shangbu |
| Umerziehung durch Arbeit Nr. 2 Shenzhen                             |                                                   | Shenzhen                   |                                       |               | Auch Umerziehung durch Arbeit Longhuazhen genannt                                                                            |
| Umerziehung durch Arbeit Tan'gang                                   | Feuerwehrschlauchfabrik Tan'gang; Baustoffefabrik | Guangzhou                  | Chatou                                |               | Umfasst sechs Werkstätten und befindet sich in Tan'gang                                                                      |
| Umerziehung durch Arbeit Yingde                                     | Farm Makou                                        | Kreis Yingde               |                                       |               | befindet sich in Makou |
| Umerziehung durch Arbeit Zencheng                                   |                                                   | Zencheng                   |                                       | 1950          | Ursprünglich Umerziehung durch Arbeit Labu. Die erste in Guangdong gegründete Umerziehung durch Arbeit. Kapazität von 3 500. |
| Umerziehung durch Arbeit Gemeinde Zhanjiang                         |                                                   |                            |                                       |               | |
| Umerziehung durch Arbeit Zhaoqing                                   |                                                   |                            |                                       |               | unbestätigte Information |
| Umerziehung durch Arbeit Zhenshanwang                               |                                                   |                            | Kreis Taishan                         |               | inklusive unbestätigte Information                                                                                           |
| Umerziehung durch Arbeit Zhongshan                                  |                                                   | Zhongshan                  | Maling                                | 1993          | Hatte bis 1997 keine Gefangenen und befindet sich in Dahuantang                                                              |
| Umerziehung durch Arbeit Gemeinde Zhuhai                            |                                                   | Zhuhai                     |                                       | 2003          | Fläche 12,01 ha |

## Quelle
- Laogai Handbook (2007–2008). (PDF; 3,5 MB) The Laogai Research Foundation, 2008, abgerufen am 10. Januar 2011.